# Cegielnia (województwo świętokrzyskie)
Cegielnia – wieś w Polsce położona w województwie świętokrzyskim, w powiecie opatowskim, w gminie Tarłów.
Miejscowość leży na trasie  zielonego szlaku rowerowego im. Witolda Gombrowicza.
W latach 1975–1998 miejscowość administracyjnie należała do województwa tarnobrzeskiego.
Wierni kościoła rzymskokatolickiego należą do parafii Świętej Trójcy w Tarłowie.

## Obiekty
- Remiza OSP[8]
- Sala Królestwa Świadków Jehowy[9]